# Sandbro gravkor

Sandbro gravkor eller Sandbrograven är ett gravkor i Björklinge kyrka. Sandbro säteris grav har sin plats under kyrkans gamla kor, det vill säga väster om Sätuna gravkor och under bänkkvarteret längst fram på södra sidan. Denna gravkammare är ganska liten och täckt med en gravsten utan inskrift. Den öppnades, liksom gamla Sätunagraven och Närlinge gravkor, år 1859. Bland de där begravda kan med säkerhet endast identifieras språkforskaren Johan Ihre d.ä. (1707-1780), över vilken en minnesinskrift på en kopparplatta uppsattes år 1949. Troligen ligger även Torsten af Sandbro i detta gravkor.